# گوارنه (کومونه)
گوارنه (به ایتالیایی: Guarene) یک کومونه در ایتالیا است که در استان کونیو واقع شده‌است. گوارنه ۱۳٫۴ کیلومتر مربع مساحت و ۳٬۲۲۹ نفر جمعیت دارد و ۳۶۰ متر بالاتر از سطح دریا واقع شده‌است.